# یواس‌اس فلاکس (۱۸۶۴)
یواس‌اس فلاکس (۱۸۶۴) (به انگلیسی: USS Phlox (1864)) یک کشتی است که طول آن 145’ می‌باشد. این کشتی در سال ۱۸۶۴ ساخته شد.